# Hypocoena punctivena
Hypocoena punctivena là một loài bướm đêm trong họ Noctuidae.